# Taubenstraße 11 (Mönchengladbach)

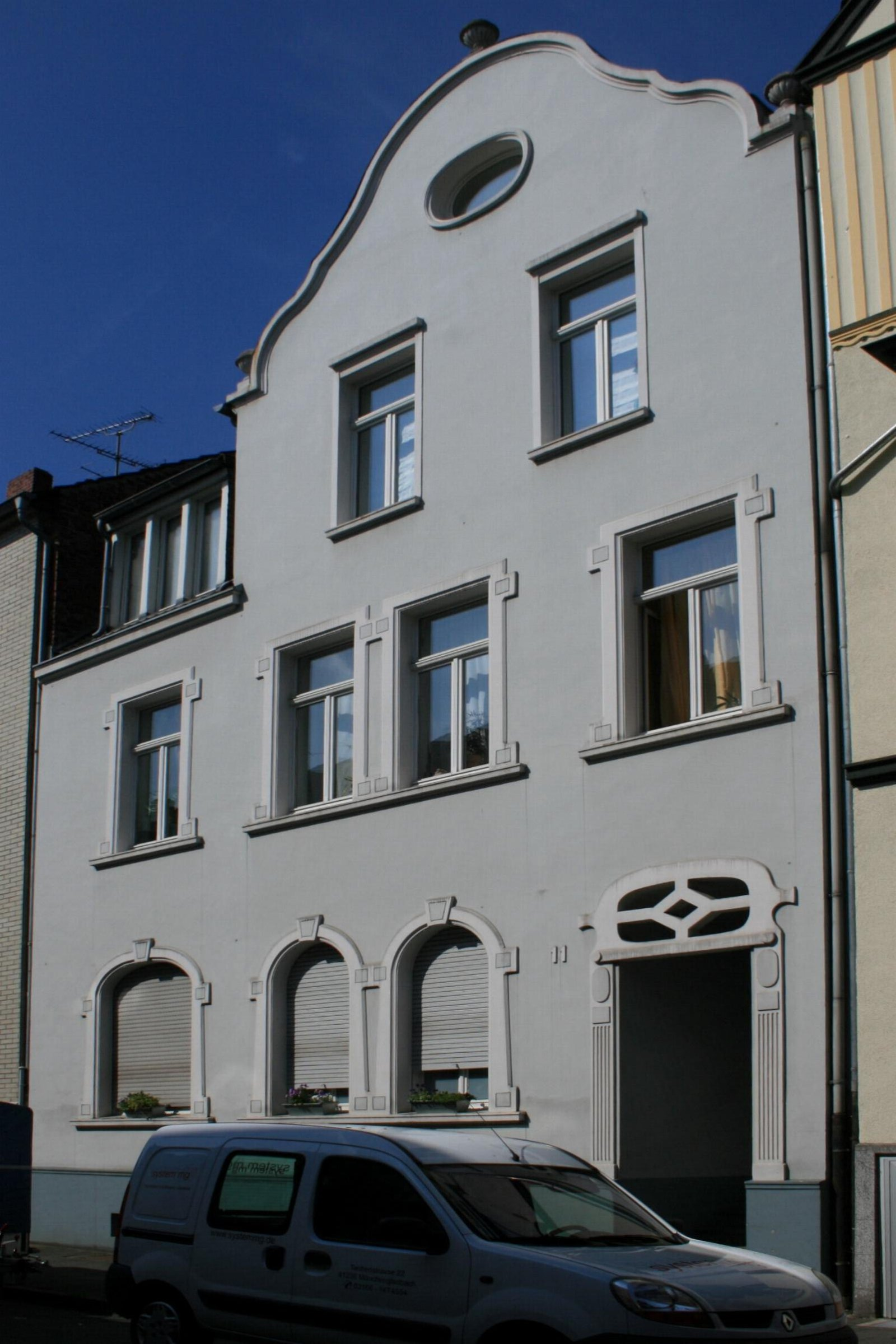
Wohnhaus (2010)

Das Wohnhaus Taubenstraße 11 steht im Stadtteil Grenzlandstadion in Mönchengladbach (Nordrhein-Westfalen).
Die Taubenstraße liegt nördlich des Rheydter Stadtzentrums. 
Das Gebäude wurde 1910 erbaut und unter Nr. T 004 am 14. Oktober 1986 in die Denkmalliste der Stadt Mönchengladbach eingetragen.

## Architektur
Es handelt sich um ein zweigeschossiges Satteldachtraufenhaus aus dem Jahre 1910. Das Haus hat einen geschweiften Giebel mit einem ovalen Okulus im Giebelfeld. Das bürgerliche Wohnhaus aus der Zeit vor dem Ersten Weltkrieg ist aus architektonischen und städtebaulichen Gründen erhaltenswert.